# Ours-Mons
Pour les articles homonymes, voir Ours (homonymie) et Mons (homonymie).
Ours-Mons est une ancienne commune française du département de la Haute-Loire. Elle fait partie de la commune du Puy-en-Velay depuis 1965.

## Histoire
Le 25 février 1965, la commune d'Ours-Mons est rattachée à celle du Puy sous le régime de la fusion simple,.